# Мисс Вселенная 1987
Мисс Вселенная 1987 (англ. Miss Universe 1987) — 36-й ежегодный конкурс красоты, проводился 27 мая 1987 года в HarbourFront Centre, Сингапур. За победу на нём соревновалось 68 претенденток. Победительницей стала представительница Чили —  Сесилия Болокко. Двадцать первый и последний конкурс, который вёл Боб Баркер. Он являлся сторонником прав животных, просил организаторов представления запретить использование шерсть животных в конкурсе. Ушёл с мероприятия, когда организаторы отказали ему в просьбе. Программа транслировалась по телеканалу CBS.

## Результаты

### Места
| Место               | Участница |
| ------------------- | --- |
| Мисс Вселенная 1987 | - Чили — Сесилия Болокко |
| 1-я Вице-мисс       | - Италия — Роберта Капуа |
| 2-я Вице-мисс       | - США — Мишель Ройер |
| 3-я Вице-мисс       | - Венесуэла — Инес Мария Калеро |
| 4-я Вице-мисс       | - Пуэрто-Рико — Лори Симпсон |
| Топ-10              | - Филиппины — Джеральдин Асис - Теркс и Кайкос — Кармелита Ариза - Швеция — Сюзанна Тёрнгрен - Сингапур — Марион Николь Тео - Перу — Джессика Ньютон |

### Специальные награды
| Место                      | Участница                          |
| -------------------------- | ---------------------------------- |
| Мисс Амити                 | - Гондурас – Франсия Татьяна Рейес |
| Мисс Фотогеничность        | - Колумбия – Патрисия Лопес Руис   |
| Лучший национальный костюм | - Бразилия – Жаклин Мейреллес      |

### Полуфинальные результаты
| \| Страна \| Средний балл, предварительно \| Интервью \| Купальник \| Вечернее платье \| Полуфинал, средний балл \| \| -------------- \| ---------------------------- \| ---------- \| ---------- \| --------------- \| ----------------------- \| \| Чили \| 8.514 (2) \| 9.539 (1) \| 9.569 (1) \| 9.765 (1) \| 9.624 (1) \| \| Италия \| 8.434 (3) \| 8.890 (3) \| 9.383 (2) \| 9.680 (2) \| 9.317 (2) \| \| США \| 8.618 (1) \| 9.195 (2) \| 9.263 (3) \| 9.480 (3) \| 9.312 (3) \| \| Пуэрто-Рико \| 8.149 (4) \| 8.630 (4) \| 8.800 (4) \| 8.783 (6) \| 8.737 (4) \| \| Венесуэла \| 8.046 (7) \| 8.375 (5) \| 8.630 (5) \| 8.890 (5) \| 8.631 (5) \| \| Филиппины \| 8.132 (5) \| 8.231 (6) \| 8.603 (6) \| 8.915 (4) \| 8.583 (6) \| \| Теркс и Кайкос \| 8.092 (6) \| 8.018 (8) \| 8.420 (7) \| 8.634 (7) \| 8.357 (7) \| \| Швеция \| 7.915 (10) \| 8.105 (7) \| 8.405 (8) \| 8.300 (9) \| 8.270 (8) \| \| Сингапур \| 7.937 (9) \| 7.935 (9) \| 7.940 (10) \| 8.333 (8) \| 8.069 (9) \| \| Перу \| 7.956 (8) \| 7.870 (10) \| 8.055 (9) \| 8.268 (10) \| 8.064 (10) \| | Победительница 1-я Вице-мисс 2-я Вице-мисс 3-я Вице-мисс 4-я Вице-мисс Топ-10 Полуфиналистки (#) Ранг в каждом туре конкурса |            |            |                 |                         |
| Страна | Средний балл, предварительно                                                                                                 | Интервью   | Купальник  | Вечернее платье | Полуфинал, средний балл |
| Чили | 8.514 (2) | 9.539 (1)  | 9.569 (1)  | 9.765 (1)       | 9.624 (1)               |
| Италия | 8.434 (3) | 8.890 (3)  | 9.383 (2)  | 9.680 (2)       | 9.317 (2)               |
| США | 8.618 (1) | 9.195 (2)  | 9.263 (3)  | 9.480 (3)       | 9.312 (3)               |
| Пуэрто-Рико | 8.149 (4) | 8.630 (4)  | 8.800 (4)  | 8.783 (6)       | 8.737 (4)               |
| Венесуэла | 8.046 (7) | 8.375 (5)  | 8.630 (5)  | 8.890 (5)       | 8.631 (5)               |
| Филиппины | 8.132 (5) | 8.231 (6)  | 8.603 (6)  | 8.915 (4)       | 8.583 (6)               |
| Теркс и Кайкос | 8.092 (6) | 8.018 (8)  | 8.420 (7)  | 8.634 (7)       | 8.357 (7)               |
| Швеция | 7.915 (10) | 8.105 (7)  | 8.405 (8)  | 8.300 (9)       | 8.270 (8)               |
| Сингапур | 7.937 (9) | 7.935 (9)  | 7.940 (10) | 8.333 (8)       | 8.069 (9)               |
| Перу | 7.956 (8) | 7.870 (10) | 8.055 (9)  | 8.268 (10)      | 8.064 (10)              |

### Топ
| 1. Италия 2. Пуэрто-Рико 3. Филиппины 4. Венесуэла 5. Перу 6. США 7. Сингапур 8. Швеция 9. Теркс и Кайкос 10. Чили | 1. США 2. Италия 3. Пуэрто-Рико 4. Чили 5. Венесуэла |

## Фоновая музыка
- Открывающий номер: "Let's Go!" — Wang Chung (Кавер-версия)
- Музыкальный номер: "On a Little Street in Singapore" — The Manhattan Transfer и "Big Time" — Питер Гэбриэл (Кавер-версия)
- Выход в вечерних платьях: "You are My Star"
- Момент награждения: "This is Your Night"

## Судьи
| - Изабель Санфорд - Нэнси Дюссо - Го Чу Сан - Питер Грейвс - Хосе Греко - Нил Хикки | - Ю-Сай Кан - Арнольд Копельсон - Дэвид Нивен - Поль-Луи Оррье - Шарлотта Рэй - Дебора Карти Деу — победительница Мисс Вселенная 1985 |

## Участницы
| - Аргентина — Каролина Брачетти - Австралия — Дженнин Леонардер - Австрия — Кристина Себестиен - Багамские Острова — Бетти Энн Ханна - Барбадос — Доун Мишель Уэйт - Белиз — Холли Эмма Эджелл - Боливия — Патриция Арсе - Бразилия — Жаклин Мейреллес - Виргинские Острова (Великобритания) — Сэнди Мишель Харриган - Канада — Тина Мэй Симпсон - Чили — Сесилия Болокко - Колумбия — Патрисия Лопес Руис - Коста-Рика — Ана Мария Боланьос - Кюрасао — Вьенналин Арвело - Кипр — Наташа Пападеметриу - Дания — Нанна Луиза Йоханссон - Доминиканская Республика — Кармен Рита Перес - Эквадор — Мария дель Пилар Баррейро Кукалон - Египет — Хода Аббуд - Сальвадор — Вирна Пассели Мачука - Англия — Иветт Доун Линдси - Финляндия — Оути Танхуанпяя - Франция — Натали Марке - ФРГ — Дагмар Шульц - Греция — Ксения Пантази - Гренландия — Сюссе Петерсен - Гуам — Тереза Торрес Фишер - Гватемала — Мария Изабель Флорес - Нидерланды — Дженни Тервельде - Гондурас — Франсия Татьяна Рейес - Гонконг — Лили Чонг Сок Хуэй - Индия — Приядаршини Прадхан - Ирландия — Розмари Томпсон - Израиль — Ямит Ной | - Италия — Роберта Капуа - Ямайка — Дженис Сьюэлл - Япония — Хироэ Намба - Кения — Сьюзан Варугуру Кахумба - Республика Корея — Кхим Чи Ын - Ливан — Сахар Мухсен Хайдар - Малайзия — Кристина Праглар - Мальта — Кристина Апапболонья - Мексика — Синтия Фэллон - Новая Зеландия — Урсула Ким Райан - Нигерия — Линда Чуба Икпеазу - Северные Марианские Острова — Лусиана Семан Ада - Норвегия — Марианн Лейнес - Панама — Габриэла Делёз Дюкаса - Парагвай — Тэмми Элизабет Ортигоза - Перу — Джессика Ньютон Саез - Филиппины — Джеральдин Эдит Вильярус Асис - Португалия — Ноэлия Чавес Перейра - Пуэрто-Рико — Лори Тамара Симпсон - Сенегал — Фабьен Жоэль Фелихо - Сингапур — Марион Николь Тео - Испания — Ремедиос Сервантес - Шри-Ланка — Нандайн Виджиегонератна - Швеция — Сюзанна Тёрнгрен - Таиланд — Рената Вальтер - Швейцария — Чуттима Найяна - Тринидад и Тобаго — Шири Энн Дениз Ричардс - Турция — Лейла Сесбет - Теркс и Кайкос — Кармелита Луиза Ариза - Уругвай — Мария Виктория Зангаро Гросо - США — Мишель Ройер - Виргинские Острова (США) — Фелиз Бенкосме - Венесуэла — Инес Мария Калеро Родригес - Уэльс — Никола Гейл Дэвис |

## Примечание

### Дебют
| - Египет | - Гренландия | - Кения |

### Отказались
| - Аруба - Бельгия - Острова Кука - Кот-д’Ивуар - Гамбия | - Гибралтар - Исландия - Люксембург - Папуа — Новая Гвинея - Польша | - Шотландия - Реюньон - Самоа - Заир |

### Дисквалифицированы
| - Бермуды: Шелли Баскомб (превышение) | - Шотландия: Эйлин Каттерсон (несовершеннолетняя) |

### Вернулись
| - Нигерия (Первое появление в 1964 году) | - Сенегал (участвовали в прошлом) |

### Участие в других конкурсах красоты
| - Мисс Интернешнл - 1987 - Пуэрто-Рико: Лори Тамара Симпсон (Победительница) | - Мисс Африка 1987 - Нигерия: Линда Чуба-Икпеазу (Победительница) |

## Международное вещание
Список стран, где транслировался конкурс красоты, с указанием телеканалов:

| - Австралия: Seven Network - Багамские Острова: ZNS-TV - Бельгия: VRT - Бразилия: SBT - Болгария: БНТ 1 - Канада: CBC Television - Чили: TVN - Колумбия: Caracol - Кипр: RIK 1 - Дания: DR TV - Эквадор: Gamavision - Эстонская ССР: ETV - Финляндия: YLE TV1 - Франция: TF1 - ФРГ: ARD - Греция: ET1 - Гонконг TVB Pearl - Венгрия: m1 - Исландия: RTÉ1 - Израиль: Первый канал - Индия: DD National - Италия: Rai Uno - Ямайка: Ination TV - Япония: ABC | - Республика Корея: KBS - Малайзия: TV1 - Мальта: TVM - Мексика: Televisa - Новая Зеландия: TV One - Норвегия: NRK - Панама: Telemetro - Перу: ATV - Филиппины: GMA Network - Польша: TVP1 - Португалия: RTP1 - Румыния: TVR1 - Сингапур (страна проведения): SBC - СССР: ЦТ СССР - Испания: TVE1 - Швейцария: SF DRS - Швеция: SVT, TV1 - Китайская Республика: CTS - Таиланд: MCOT - Тринидад и Тобаго: CCN TV6 - Великобритания: BBC1 - США: CBS - Венесуэла: Venevisión |

## Замечания
1. ↑  Мероприятие состоялось в 8:00 утра по Сингапурское стандартное время[англ.] (UTC+8:00); Для Америки это было 26 мая по местному времени.

## Примечание
1. 1 2 3 4 5 6 7 8 9 10 11 12 13  Miss Chile selected Miss Universe 1987. The Sentinel (англ.). Associated Press. 27 мая 1987. p. 16. Дата обращения: 4 сентября 2023.